# Groupe Safari
 (septembre 2018).
Si vous disposez d'ouvrages ou d'articles de référence ou si vous connaissez des sites web de qualité traitant du thème abordé ici, merci de compléter l'article en donnant les références utiles à sa vérifiabilité et en les liant à la section « Notes et références ».
Le Groupe Safari est un groupe familial présent dans plusieurs secteurs économiques du Royaume, à travers des entreprises leaders pour la plupart dans leurs domaines d’activité respectifs et réparties de manière équilibrée entre l’industrie et la distribution : 
- industrie : panneaux de bois et dérivés, fabrication de meubles, armatures du béton armé, planchers en béton et acier, béton prêt à l’emploi, produits métallurgiques, plâtre et dérivés, levures et améliorants de panification, tissus automobiles, compteurs d’eau et d’électricité
- distribution : marques d’automobile premium, matériel agricole, produits chimiques et de laboratoire
- services : métiers de la logistique

Le Groupe Safari fut créé par feu Mohammed Karim Lamrani dans les années quarante qu'il a fondé sur la base d'une culture d’entreprise qui privilégie les valeurs du travail, de la moralité, de la transparence, de la loyauté et de la rigueur.
Les dirigeants actuels qui sont les enfants du fondateur, Saïda Lamrani Karim et Hassan Lamrani Karim, respectivement Président Directeur Général et Vice Président Directeur Général du Groupe, veillent à la transmission des mêmes valeurs.